# Inka Garcilaso de la Vega
Inka Garcilaso de la Vega, pisatelj in  zgodovinopisec, * 12.4.1539, Cusco † 24.4.1616, Kordova.
Rojen je bil šest let po prvem prihodu Špancev v Peru kot Gómez Suárez de Figueroa, kasneje znan kot pod imenom, ki si ga je nadel sam, Inka Garcilaso de la Vega. Kot eden od mesticev (potomci Evropejcev in prvotnih ameriških prebivalcev), ki so jih v tem obdobju imenovali sinovi konkvistadorjev, sinovi priložnosti in greha in prvi Perujci,  je brez sramu sprejel omenjeno oznako in bil nanjo celo ponosen, saj so ga tako poimenovali njegovi predniki.
Umrl je v Kordovi, Španija, kjer je preživel okoli 56 let svojega življenja. Znan je bil tudi kot Princ perujskega zgodovinopisja, vzdevek, ki si ga je pridobil z njegovimi literarnimi deli, ki so znana po natančnih in obsežnih opisovanjih zgodovine Inkov. Tako velja za prvega Perujca, ki je zapisal zgodovino svojega naroda. Glavne teme njegovih del so osvajanje Peruja, življenje in dela inkovskih vladarjev ter državljanske vojne med Inki in Španci.

## Življenje
Njegovo življenje se strne v tri etape: 20 let v Cuscu, 30 v Montilli in drugih 20 v Kordovi.

### Otroštvo
Njegov oče, Sebastian Garcilaso de la Vega, je bil rojen v Španiji, natančneje v Badajozu in kot vojak služil pri osvajanju Amerike, kjer se je boril z zavezanci Gonzala Pizzara (španski konkvistador, ki je skupaj s svojim bratom zavzel območje Peruja). Po končanem obdobju bojevanja se je nastanil v Cochabamba (današnja Bolivija), kjer se je uveljavil kot fevdni gospod. Vloga njegovega očeta je pomembna tudi z vidika njegove dužine, saj so njegovi predhodniki ukvarjali s pisanjem in imeli stike s pomembnimi španskimi pisatelji, kot so Marqués de Santillana, Garcilaso de la Vega, Jorge Manrique, itd.
Njegova mati, Isabel Chimpu Ocllo (znana tudi kot Isabel Suárez) je bila vnukinja Túpaca Yupanquija, inkovskega vladarja. Imel je eno sestro, imenovano Leonor de la Vega.
Svoje otroštvo je preživel v Cuscu (Peru), kjer se je učil latinščine in obiskoval učne ure kanonika Juana de Cuéllar skupaj z drugimi fanti inkovskega plemstva. Mati ga je učila tudi kečuanščine, ki je postal njegov materni jezik. Med odraščanjem je imel stik z domorodsko kulturo, ki je kasneje zaznamovala njegovo pisanje. Poleg tega so njegov dom obiskovali španski pomembneži z novicami o španskem osvajanju Peruja.

### Selitev v Španijo
Čeprav je bil njegov prvi jezik kečua, je kasneje njegov materni jezik postal še španščina. Po smrti njegovega očeta (leta 1560) se je preselil v Španijo, najprej v mesto Montilla, kjer je živel 30 let in posvetil svoje življenje učenju in pisanju. Nekaj časa je posvetil tudi  vojskovanju in napredoval v stotnika, vendar se je po smrti njegovega strica (1570), ki je zaznamoval njegovo bivanje v Montilli, oddaljil od tega poklica. Kasneje se je preselil v Kordovo in tam objavil svojo prvo knjigo. Med bivanjem v Španiji je večkrat odpotoval v Madrid, kjer je prejemal denarno podporo, ki mu je pripadala zaradi zaslug njegovega očeta.
Zadnja leta svojega življenja je preživel v Kordovi, kjer se je posvetil duhovniškem poklicu. V zadnjem obdobju svojega življenja je začel objavljati svoja dela, ki jih je pisal v letih prebivanja v Montilli in katerih pomembna opora je bila privatna knjižnica, sprva last njegovega strica.
Pokopan je bil v kapeli katedrale v Kordovi, ki jo je nekaj let pred smrtjo kupil za ta namen. Leta 1978 je španski kralj Juan Carlos dal  premestiti njegove ostanke v katedralo v Cusco.

## Delo
Njegova pisateljska kariera se je začela s prevodom Ljubezenskih dialogov humanista Leona Hebrea iz italijanščine v Španščino (v originalu Dialoghi di amore).
Dejstvo, da je bil rojen kot kreol (sin evropskih priseljencev, v njegovem primeru Špancev), je zaznamovalo tako njegovo življenje kot literarno ustvarjanje. S pisanjem je začel relativno pozno, šele po potovanju v Španijo, kamor ga je poslal oče z namenom, da se izuči in postane duhovnik.
Njegovi zapiski so osnovani na lastnih izkušnjah, saj je do svojega 20. leta živel med domorodci. V spise je vključil tudi podatke, ki jih je pridobil z izpraševanjem svojih perujskih prijateljev in znancev. Po njegovih besedah so njegova dela dosti bolj verodostojna kot druge kronike tistega časa, saj temeljijo na izkušnjah avtorja. 
Skozi dela je iskal svojo identiteto in opazno je, da je ponosen na svoj izvor. Sam si je nadel vzdevek Ink ali Indijanec, ki mu je vplival ponos.V svojem najslavnejšem delu, Kraljevi zapiski o Inkih, je želel rekonstruirati zgodovino sveta, ki ga sam ni mogel spoznati do potankosti, ker ga je življenjska pot ponesla na drug kontinent že v njegovi mladosti. Če prebiramo njegova dela, lahko opazimo njegovo veščost pri opisovanju geografskih, klimatskih in verskih poznavanj.
Obstajajo tudi avtorji, ki njegova dela kritizirajo. Ti se sklicujejo na pretirano idealiziranje zgodovine. Razlog za takšno vrsto idealiziranja bi lahko tičal v njegovi renesančni mentaliteti, ki je prevzela obdobje v katerem je živel. Iz te kritike izhaja še druga, ki pravi, da se Inka ne more priznati za znanstvenega zgodovinarja.
Kljub temu so njegova delu kmalu požela slavo in v 17. stol. so jih pričeli prevajati v druge jezike.

### Slog pisanja
V svojih delih Inka prevzame vlogo razlagalca, ki želi po eni strani ustvariti svojo lastno identiteto in po drugi pripovedovati zgodbo Inkov. Pomembno mu je, da zapiše spomine; tako svoje kot spomine njegovega strica in drugih sorodnikov, in jih spremeni v pripoved.
V njegovem pisanju se razbere heroično dojemanje zgodovine svojega naroda in čustvena komponenta, ki izvira iz njegovih spominov in izkušenj.

### Seznam del
- 1590 Indijančev prevod treh ljubezenskih dialogov Leona Hebrea

- 1593 Razmerje potomcev Garcíja Pérez de Vargasa

- 1609 Prvi del Kraljevih zapiskov o Inkih

- 1617 Splošna zgodovina Peruja (drugi del Kraljevih zapiskov o Inkih)

- 1605 Florida

### Kraljevi zapiski o Inkih[14]
Inkovo najpomembnejše in najslavnejše delo, sestavljeno iz 9 knjig. Zaobjema kronologijo inkovske zgodovine od izvorov do prihoda Špancev. Govori o Inkovski veri, načinu življenja in pomembnih inkovskih vladarjih. 
| Prva knjiga   | Odkritje Amerike, o prvih Inkih in načinu življenja inkovskih kraljev.                                         |
| Druga knjiga  | Čaščenja Inkov, ceremonije in verski obredi. Prvi trije inkovski kralji.                                       |
| Tretja knjiga | O četrtem in petem kralju.                                                                                     |
| Četrta knjiga | O porokah, dedovanju in vzgoji otrok. O šestem in sedmem inkovskem kralju.                                     |
| Peta knjiga   | O razdelitvi zemlje, o prispevkih, orožju namenjenem vojskovanju. O življenju osmega kralja.                   |
| Šesta knjiga  | O kraljevem življenju: prebivališče, darovanje, praznovanja. O devetem kralju.                                 |
| Sedma knjiga  | Kolonije Inkov, opis mesta Cusco. O dosežkih desetega inkovskega kralja, o uporu Aravkanov, o smrti Valdivije. |
| Osma knjiga   | O osvajanjih enajstega kralja, Tupaca Ince, o bogastvih inkovskega imperija pred prihodom Evropejcev.          |
| Deveta knjiga | O tem kaj so prinesli Španci v Peru. Napoved o osvajanjih Špancev.                                             |